# Бельдюга Андрияшева
Бельдюга Андрияшева (лат. Zoarces andriashevi) — вид морских лучепёрых рыб из рода Zoarces семейства бельдюговых (Zoarcidae). Эндемик морских вод, обнаруженный у юго-запада Камчатки (Россия). Максимальная длина — 19,5 см. Встречаются на глубине до 96 м. Глаза относительно крупные. Имеют 115—122 позвонков. Был описан в 2005 году сотрудниками института океанологии РАН (Парин Н. В., Григорьев С. С., Кармовская Е. С.) и назван в честь советского ихтиолога Анатолия Петровича Андрияшева, внёсшего большой вклад в изучение систематики рыб и ихтиофауны холодных вод мирового океана.